# 糖精
糖精（Saccharin），学名邻苯甲酰磺酰亚胺，是一种不含有热量的甜味剂。1879年由美国约翰霍普金斯大学化学家康斯坦丁·法勒伯格发现。為白色結晶性粉末，難溶於水，對熱安定與否仍存在爭議，其甜度為蔗糖之300～500倍，不含卡路里，吃起來會有輕微的苦味和金屬味殘留在舌頭上。其鈉鹽易溶於水，並可與硝酸銀溶液反應產生白色沉澱而檢測其存在。LD50為5000～8000 mg/kg；每日攝取安全容許量（ADI）為0～2.5 mg/kg。糖精可由邻磺酸基苯甲酸与氨反应制得。
糖精是所有代糖裡，歷史最久也最有名的，屬於非營養型甜味劑（不產生熱量），其名稱與俗稱“味精”的調味劑谷氨酸钠齊名。主要用于食品工业，也可用于牙膏、香烟及化妆品中。

## 历史
糖精的發現者是生於俄國的化學家康斯坦丁·法勒伯格，當時他受僱於巴爾的摩一間經營糖的公司:36。根据发现者法勒伯格在1886年7月17日《科学美国人》杂志专访里的描述，糖精的发现过程是这样的：
……我一直在研究煤焦油里的化学基团和取代物，也有了不少科学发现，但据我所知，都没有什么商业价值。一天晚上，我做实验做得太起劲儿，很晚了才急匆匆地去吃晚饭，而且还没洗手。我坐下掰了一块面包塞进嘴里，感觉甜得难以言喻。我也没多想，以为是沾了蛋糕或者果脯。我去漱了漱口，用手巾擦嘴，可这手巾竟然比面包还甜。这下我就不理解了。我又往杯子里灌水，冲洗我嘴上被我的手指碰过的地方。那水就像糖浆一般甜。我突然想到，前前后后这所有甜味都是我引起的，于是我舔了舔大拇指尖，果然是甜过这世上所有的甜品。我立马就懂了，我从煤焦油里发现或发明了一种超越任何糖的糖类。我也不吃晚饭了，一溜烟跑回实验室，兴奋地把烧杯和蒸发皿都尝了一个遍。万幸里面没有任何腐蚀性或有毒的液体。
此后法勒伯格花了数年时间研究糖精的工业生产，以及验证其动物安全性，并在1884年於德國申請專利。:37
最初，人们对糖精的态度以嘲笑、不信任和怀疑居多，但当糖精真正面世之后，法勒伯格变成炙手可热的科学明星。法勒伯格还在德国马格德堡附近投资200万马克，设立了世界上第一座产业化的糖精工厂，该工厂在1887年投产。

## 致癌疑慮
在1960年代，各種學術研究表示，糖精可能是一種致癌物。在1977年，有一份研究報告表示，當老鼠餵食大劑量的糖精(差不多是幾百罐可樂中所含有的糖精量)，罹患膀胱癌的機率明顯上升。在這一年，加拿大禁止使用糖精，而美國食品藥品管理局提出了禁令，禁止食品中使用糖精。當時，糖精在美國市面上是唯一的代糖，這項禁令引起了民眾的強烈反對，尤其是糖尿病患者。最後，美國國會暫停糖精的禁令，規定所有含有糖精的食物必須顯示警告標籤表示，『糖精可能是致癌物質』。
有一些研究結果顯示，其曾在動物實驗中發現有導致膀胱癌的可能性，其動物致癌为阳性，大量攝入會引起血小板减少而造成急性大出血，可损害细胞結構及肝、肾，会诱发膀胱癌。但在人體試驗上並未發現有不良影響。
許多研究已證實糖精與罹患癌症（尤其是膀胱癌）之間沒有相關性。 所有研究都指出一個明確的事實，正常劑量的糖精摄入對人體健康並不會產生太大的影響。人們對糖精的安全性的質疑，來自一個有缺陷的研究，此研究指出大量代糖對實驗室白老鼠膀胱腫瘤產生的不良影響。进一步的研究显示，糖精在白老鼠上导致的癌症之根源乃投喂糖精过多以致其晶体在膀胱内析出，而人体相对于白鼠的体积十分庞大，且尿液pH相比更偏酸性不易析出，故『糖精可能是致癌物质』这一推断据先有依据并不可靠。美國國立環境衛生科學研究所在2000年得出同樣的結論，糖精已從疑似致癌物名單中除名。
在1991年，也就是禁令發布的14年後，美國食品藥品管理局正式撤回了禁用糖精的提議，並在2000年，美國國會廢除了相關法規，糖精產品不必進行健康警告標籤。

## 使用限制
中国大陆允许使用糖精，但有用量限制：食品中应小于0.150g/kg，盐汽水中应小于0.08g/kg。
在歐洲，糖精作为食品添加劑的E編碼为E954 。

## 另見
- 甜味剂
- 阿斯巴甜